# Calliteara lairdae
Calliteara lairdae är en fjärilsart som beskrevs av Holloway 1976. Calliteara lairdae ingår i släktet harfotsspinnare, och familjen tofsspinnare. Inga underarter finns listade i Catalogue of Life.